# Synthetischer Anarchismus
Synthetischer Anarchismus oder Synthetische Föderation ist eine Form anarchistischer Organisation, die Anarchisten verschiedener Strömungen nach den Prinzipien des Anarchismus ohne Adjektive zu vereinen versucht. In den 1920er Jahren waren Volin und Sébastien Faure deren Hauptvertreter. Der synthetische Anarchismus ist ein Hauptmerkmal der die Internationale der Anarchistischen Föderationen bildenden Regionalföderationen.

## Ursprünge
Volin war ein produktiver Autor und anarchistischer Intellektueller, der eine zentrale Führungsrolle bei der Organisierung der Nabat spielte. Die Nabat-Föderation anarchistischer Organisationen, besser unter der Kurzform Nabat (Набат) bekannt, war eine anarchistische Organisation, die es von 1918 bis 1920 in der Ukraine zu einiger Bekanntheit gebracht hatte. Das Gebiet, in dem sie am meisten Einfluss hatte, wird manchmal als Free Territory bezeichnet, wobei Nabat in allen großen Städten in der Süd-Ukraine präsent war.

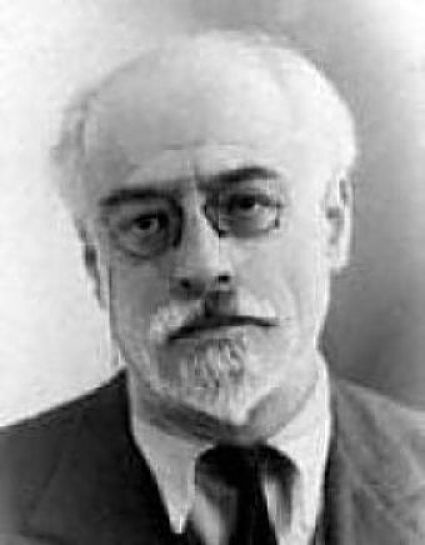
Volin

Volin wurde mit der Aufgabe betraut, für Nabat eine Grundlage zu schaffen, die für alle wichtigen Strömungen des Anarchismus, insbesondere Anarchosyndikalismus, anarchistischen Kollektivismus und Anarchokommunismus sowie Individualistischen Anarchismus tragbar wäre. Über die einheitliche Plattform für Nabat wurde nie entschieden, aber Volin nutzte seine Notizen und die Ideen von Nabat, um seine „anarchistische Synthese“ zu entwerfen. Die vorgeschlagene Plattform für Nabat beinhaltete unter anderem folgenden Satz, der den synthetischen Anarchismus vorwegnahm: „Diese drei Elemente (Syndikalismus, Kommunismus und Individualismus) sind drei Aspekte eines einzigen Prozesses, der Errichtung, der Organisation der Arbeiterklasse (Syndikalismus), der anarchokommunistischen Gesellschaft, die nichts anderes als die notwendige materielle Basis für die ganze Fülle des freien Individuums ist.“
Dem Kontext der Diskussion zur Organisatorischen Plattform der libertären Kommunisten, die 1926 von einer Gruppe verbannter russischer Anarchisten namens Djelo Truda geschrieben wurde, entsprang auch die Diskussion über den synthetischen Anarchismus. Die Plattform wurde von weiten Teilen der anarchistischen Bewegung stark kritisiert, darunter einigen der einflussreichsten Anarchisten wie Volin, Errico Malatesta, Luigi Fabbri, Camillo Berneri, Max Nettlau, Alexander Berkman, Emma Goldman und Gregori Maximoff. Volin, Molly Steimer, Senya Fleshin und weitere schrieben eine Antwort und sagten: „Anarchismus nur als Klassentheorie zu betrachten, reduziert ihn zu einem einzelnen Standpunkt. Anarchismus ist komplexer und pluralistischer, wie es das Leben selbst ist. Sein Klassenelement ist vor allem ein Kampf um Befreiung; sein humanitärer Charakter ist der ethische Aspekt und die Grundlage der Gesellschaft; sein Individualismus ist das Ziel der Menschheit.“
Zwei Texte wurden als Antwort auf den Plattformismus verfasst, die jeweils ein anderes anarchistisches Organisationsmodell vorschlugen und die Basis für das bildeten, was als synthetische Organisation oder Synthetizismus bezeichnet wurde.
Volin schrieb 1924 einen Aufsatz, der zur anarchistischen Synthese aufrief, und veröffentlichte einen Artikel in Sébastien Faures Encyclopedie Anarchiste zum selben Thema. Der Hauptgrund für die Synthese bestand darin, dass die anarchistische Bewegung in den meisten Ländern in die drei Hauptströmungen Kommunismus, Syndikalismus und Individualismus geteilt war und eine solche Organisation Anarchisten aller drei Strömungen gut vereinen konnte.

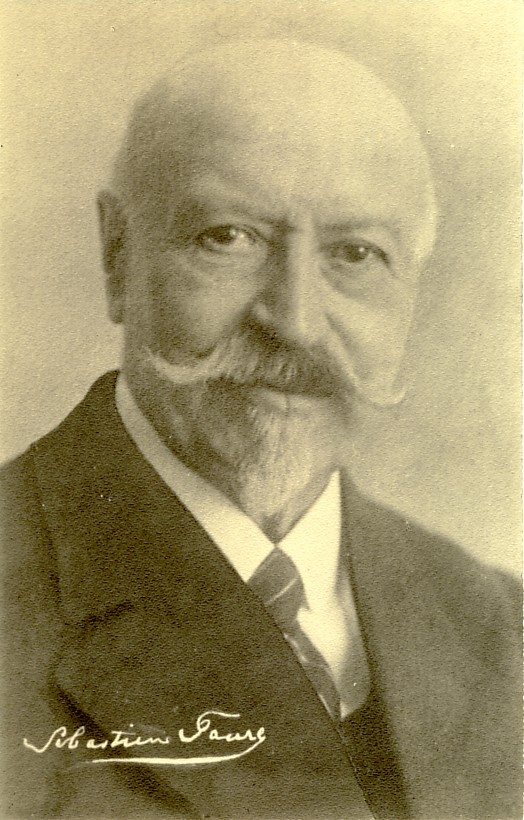
Sébastien Faure

Die Plattformisten planten, über einen internationalen anarchistischen Kongress am 27. Februar 1927 ihrer Idee Auftrieb zu geben. Kurz darauf gelang es der Djelo-Truda-Gruppe, den Plattformismus auf dem landesweiten Kongress der Französischen Anarchistischen Union (UAF) populärer zu machen, so dass diese ihren Namen in Revolutionäre Anarchokommunistische Union (UACR) änderte. Sébastien Faure war im Zentrum einer Fraktion innerhalb der UACR, die der Überzeugung war, dass die traditionellen anarchistischen Ideen durch die Djelo-Truda-Plattform bedroht würden, sich zur Abspaltung entschloss und die Assoziation föderalistischer Anarchisten (AFA) gründete. Kurz darauf legte er in seinem Text The Anarchist Synthesis die Ansicht dar, „diese Strömungen stehen sich nicht gegenüber, sondern ergänzen einander: Anarchosyndikalismus mit der Stärke der Massenorganisation und der besten praktischen Umsetzung, Libertärer Kommunismus mit auf den Bedürfnissen jedes Einzelnen basierendem Entwurf einer zukünftigen Gesellschaft, Anarcho-Individualismus als Negation von Unterdrückung und Bejahung des Rechts der individuellen persönlichen Entfaltung und das Wohlbefinden jedes Einzelnen in jeder Hinsicht zu verbessern“.
Die Plattform der Djelo Truda wurde in Spanien aber auch mit strenger Kritik konfrontiert. Das Gründungsmitglied der Federación Anarquista Ibérica Miguel Jimenez fasste das wie folgt zusammen: zu viel Einfluss des Marxismus, fälschliche Trennung und Reduktion der Anarchisten auf Individualisten und Kommunisten und der Versuch der Vereinheitlichung auf anarchokommunistische Linie. Er interpretierte den Anarchismus komplexer in dem Sinne, dass sich die Strömungen nicht gegenseitig ausschließen würden, wie die Plattformisten meinten, und sowohl die individualistische wie die kommunistische Sicht den Syndikalismus integrieren könnten. Sébastien Faure hatte gute Kontakte in Spanien, was seinem Vorschlag unter spanischen Anarchisten mehr Erfolg brachte, als es die Dielo-Truda-Plattform vollbrachte, obwohl der Einfluss des individualistischen Anarchismus in Spanien noch geringer als in Frankreich war. Das Hauptziel war hier die Zusammenführung von anarchistischem Kommunismus und Syndikalismus.

## Synthetische Föderationen
1945 wurde die synthetische Italienische Anarchistische Föderation (FAI) in Carrara gegründet. In ihr spielte der individualistische Anarchist Cesare Zaccaria eine wichtige Rolle dabei, die zwiespältigen Fraktionen zusammenzubringen. Die italienische FAI verabschiedete einen „Assoziativen Pakt“ und das „Anarchistische Programm“ nach Errico Malatesta. Im Laufe ihrer Geschichte beinhaltete sie individualistische Anarchisten wie eine wichtige Gruppe, die sich 1965 dazu entschied, sich abzuspalten und die Gruppi di Iniziativa Anarchica zu gründen, sowie die Gruppen, die sich in den Siebzigern abspalteten, um eine plattformistische Gruppe zu gründen.
Die Fédération Anarchiste – französischsprachige anarchistische Föderation (FA) wurde am 2. Dezember 1945 in Paris, Frankreich, gegründet. Sie bestand aus einer Mehrheit von Aktivisten der ehemaligen FA (die Volins Synthese unterstützte) und sowohl einigen Mitgliedern der früheren anarchistischen Union, welche die CNT-FAI-Unterstützung der republikanischen Regierung während des Spanischen Bürgerkriegs befürwortete, als auch einigen jungen Widerstandskämpfern. Nachdem eine neo-plattformistische Fraktion – geführt von George Fontenis – erreichte, dass der Name der Organisation in libertäre kommunistische Föderation (FCL) geändert wurde und damit einhergehend eine Zentralisation und einstimmige Abstimmungen interner Verfahren, wurde im Dezember 1953 eine neue FA wiedergegründet, während die FCL kurz danach auseinanderbrach.

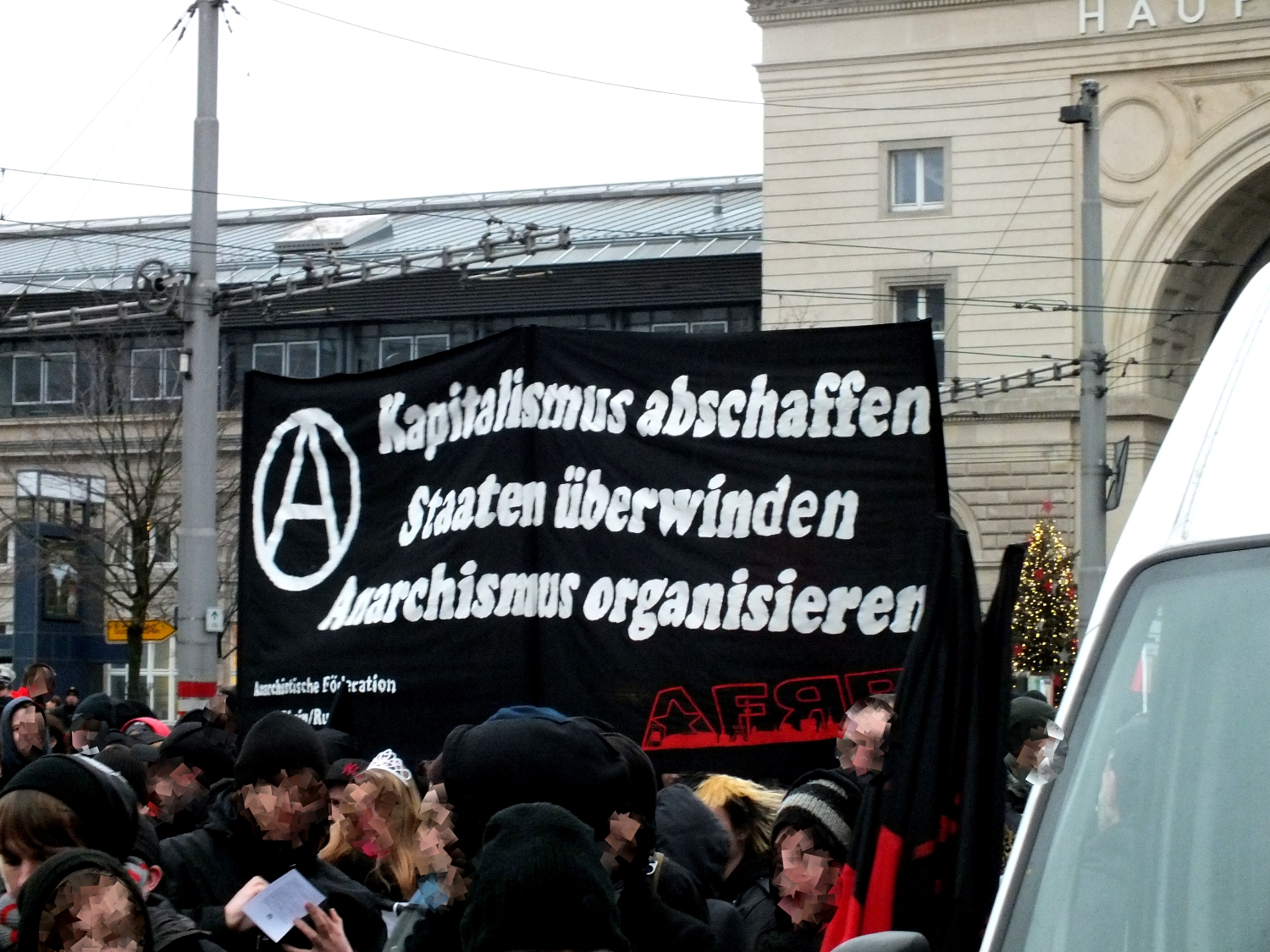
Transparent der synthetischen Anarchistischen Föderation Rhein/Ruhr mit der Aufschrift „Kapitalismus abschaffen, Staaten überwinden, Anarchismus organisieren“, Mannheim 2012

Die neuen Grundsätze der FA wurden vom Individualanarchisten Charles-Auguste Bontemps und dem Anarcho-Kommunisten Maurice Joyeux verfasst, die eine Organisation mit einer Vielzahl an Strömungen etablierten sowie die Autonomie der föderierten Gruppen, die sich um den synthetische Grundsätze herum organisierten.
Die Internationale der Anarchistischen Föderationen (IFA-IAF) wurde 1968 während eines internationalen anarchistischen Treffens in Carrara von den drei bestehenden europäischen anarchistischen Föderationen aus Frankreich (Fédération Anarchiste), Italien (Federazione Anarchica Italiana) und Spanien (Federación Anarquista Ibérica) sowie der Föderation Bulgariens im französischen Exil gegründet. Diese Organisationen wurden ebenfalls von synthetischen Grundsätzen angeregt. In den 2010ern schloss die IFA neben diesen Föderationen noch die Federación Libertaria Argentina, die anarchistische Föderation Belarus, die Föderation der Anarchist*innen in Bulgarien, die tschechisch-slowakische anarchistische Föderation, die Föderation deutschsprachiger Anarchist*innen in Deutschland und der Schweiz und die Anarchist Federation im Vereinigten Königreich und Irland ein.